# Tony Meo
Tony Meo, född 4 oktober 1959 i Tooting, London, är en engelsk före detta professionell snookerspelare.

## Karriär
Meo blev professionell 1979, vid 20 års ålder. Tre år tidigare hade han vid 17 års ålder blivit den dittills yngste som någonsin gjort ett maximumbreak. (Detta rekord innehas numera av Judd Trump.) Meo var skolkamrat med Jimmy White, och de tillbringade mer tid på den lokala snookerklubben än i skolan .
Meo deltog i VM första gången 1980, men nådde som längst till semifinal 1989. Större framgångar hade han i dubbelturneringarna, tillsammans med Steve Davis bildade han ett nästan oslagbart dubbelpar som vann World Doubles fyra gånger mellan åren 1982 och 1986. Meo nådde sin första rankingfinal 1984 i Lada Classic, men föll där mot Steve Davis med 8-9. I det sista och avgörande framet var Meo på väg mot vinst, men blev störd av ett rop från publiken vid en stöt. Han missade stöten, och Davis vände och vann matchen.
Det skulle dröja till 1989 innan Meo vann sin första och enda rankingtitel, British Open. Vinsten var en stor överraskning, då Meo inte gjort några bättre resultat de senaste åren. Det blev inte heller någon långvarig lycka, två år efter vinsten ramlade han ur topp-32, och raset fortsatte. År 1997 avslutade Meo sin professionella karriär.

## Titlar

### Rankingtitlar
- British Open - 1989

### Övriga titlar
- World Doubles - 1982, 1983, 1985, 1986 (samtliga med Steve Davis)
- English Professional Championship - 1986, 1987
- World Team Classic - 1983 (med England)